# ФК Еђшег
ФК Еђшег (мађ. Egység) је бивши фудбалски клуб из Новог Сада. Клуб је основан после Другог светског рата, 1945. године.

## Историјат
После Другог светског рата, 1945. године, основано је спортско друштво Еђшег (Јединство), које је окупљало спортисте мађарске националности. Отуда и мађарски назив за друштво. Убрзо се у оквиру друштва оформила 3 клуба: кошаркашки, куглашки и фудбалски клуб и неколико других секција. Познати кошаркаш Ладислав Демшар потиче из овог спортског друштва.
У спортском друштву је било активно око 500 спортиста и друштво је деловало веома успешно до 1960. године. Седиште друштва је било у улици Антона Чехова у згради старе стрељане, која датира још из 19. века. На местту данашње зграде налазила се трошна кућица. Тај део града Новог Сада је била периферија и ту је 1790. године основано најстарије спортско друштво у Новом Саду, „Стрељачко друштво“, за чију стогодишњицу је и изграђена нова, данашња зграда. Зграду је пројектовао Георг Молнар, грађевинске радове је обавио Карл Лерер а ентеријер је осмислио Антон Тикмајер. Тако је друштво добило савремену зграду са кључем у руке. Ова зграда клуба и спортско друштво су некада били стециште младих и спортиста Новог Сада.
Фудбалски клуб Еђшег је основан одмах по оснивању друштва 1945. године и укључило се у регуларна фудбалска такмичења. После 11 година постојања 1956. године, ФК Еђшег се спаја са ФК Трговачки, који је 1954. године променио име у ФК Нови Сад и био му је потребан стадион. Овим спајањем ФК Трговачког и ФК Еђшега настала је основа данашњег ФК Нови Сад. Те године је ФК Нови Сад испао из друге лиге, а ФК Раднички из Српске лиге и фузијом та два клуба настао је РФК Нови Сад (Раднички фудбалски клуб Нови Сад).

## Такмичења
Забележено је да је ФК Еђшег играо на утакмице у такмичењу југословенског купа
Прва забележена званична утакмица у купу ФК Еђшег је одиграо 1948. године под именом Јединство Нови Сад. Утакмица се играла у Земуну, против ФК Јединства из Земуна и то је била прва рунда такмичења. Еђшег је ову утакмицу изгубио са резултатом 3:2.
Следеће, 1949. године, у такмичењу купа Југославије учествовало је 1.427 клубова, и ФК Еђшег је догурао до шеснаестине такмичења, где је изгубио од прволигаша, сплитског Хајдука. Утакмица се играла у Сплиту и Хајдук је победио са 6-1.
Пре расформирања ФК Еђшег се још једанпут појављује у купу, 1950. године. Испао је у првој рунди против Спартака из Суботице, резултатом 5:1.